# Tibor Lendvai
Tibor Lendvai (Budapest, 1 de febrero de 1940 – 1 de agosto de 2023) fue un ciclista húngaro especialista en pista que compitió en los Juegos Olímpicos.

## Carrera
Representó a Hungría en los Juegos Olímpicos de México 1968 en dos eventos de pista. En el evento de 1000 m contrarreloj terminó en el lugar 17 entre 32 participantes, y en el evento de bicicleta tándem junto a András Baranyecz terminó eliminado en la ronda de repechaje.
También participó en el Campeonato Mundial de Ciclismo en Pista en dos ocasiones. En 1969 participó en la modalidad de persecución por equipos y en 1971 en la modalidad de sprint por equipos.